# St. Ulrich (Weidelbach)

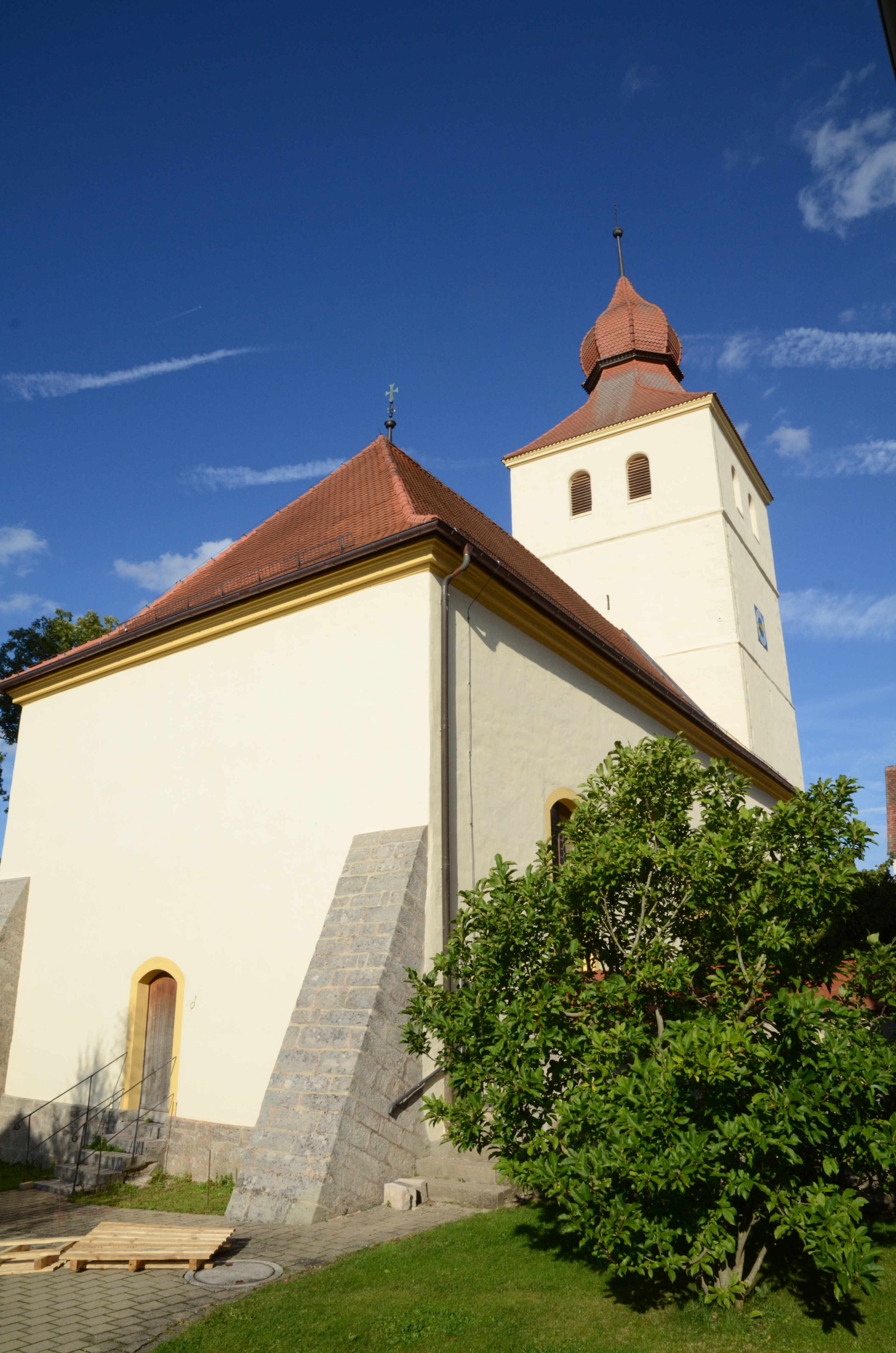
St. Ulrich (Weidelbach)

Die denkmalgeschützte, evangelisch-lutherische Pfarrkirche St. Ulrich steht in Weidelbach, einem Gemeindeteil der Großen Kreisstadt Dinkelsbühl im Landkreis Ansbach (Mittelfranken, Bayern). Die Kirche ist unter der Denkmalnummer D-5-71-136-722 als Baudenkmal in der Bayerischen Denkmalliste eingetragen. Die Kirchengemeinde gehört zum Dekanat Dinkelsbühl im Kirchenkreis Ansbach-Würzburg der Evangelisch-Lutherischen Kirche in Bayern. Namensgeber der Kirche ist Ulrich von Augsburg.
Von 2010 bis 2014 wurde die Kirche innen und außen generalsaniert.

## Beschreibung
Der Chorturm mit der angefügten Sakristei der Saalkirche stammt im Kern aus dem 14. Jahrhundert. Das Langhaus wurde 1721/22 nach einem Entwurf von Franz Keller im barocken Baustil erneuert. Die zwei Joche des Innenraums des Chors, d. h. das Erdgeschoss des Chorturms sind mit einem Kreuzrippengewölbe überspannt. Das Langhaus ist mit Emporen ausgestattet. Zur Kirchenausstattung gehören der Altar von 1752 mit einer Kreuzigungsgruppe und die Kanzel von 1721. Ein Sakramentshaus mit einem Flachrelief, in dem ein Engel das Schweißtuch der Veronika präsentiert, ist gegen 1500 entstanden.
Die Orgel mit 13 Registern, 2 Manualen und einem Pedal wurde 1869 unter dem Opus 82 von G. F. Steinmeyer & Co. gebaut.

## Epitaph für die 4 Kinder der Familie Klaus

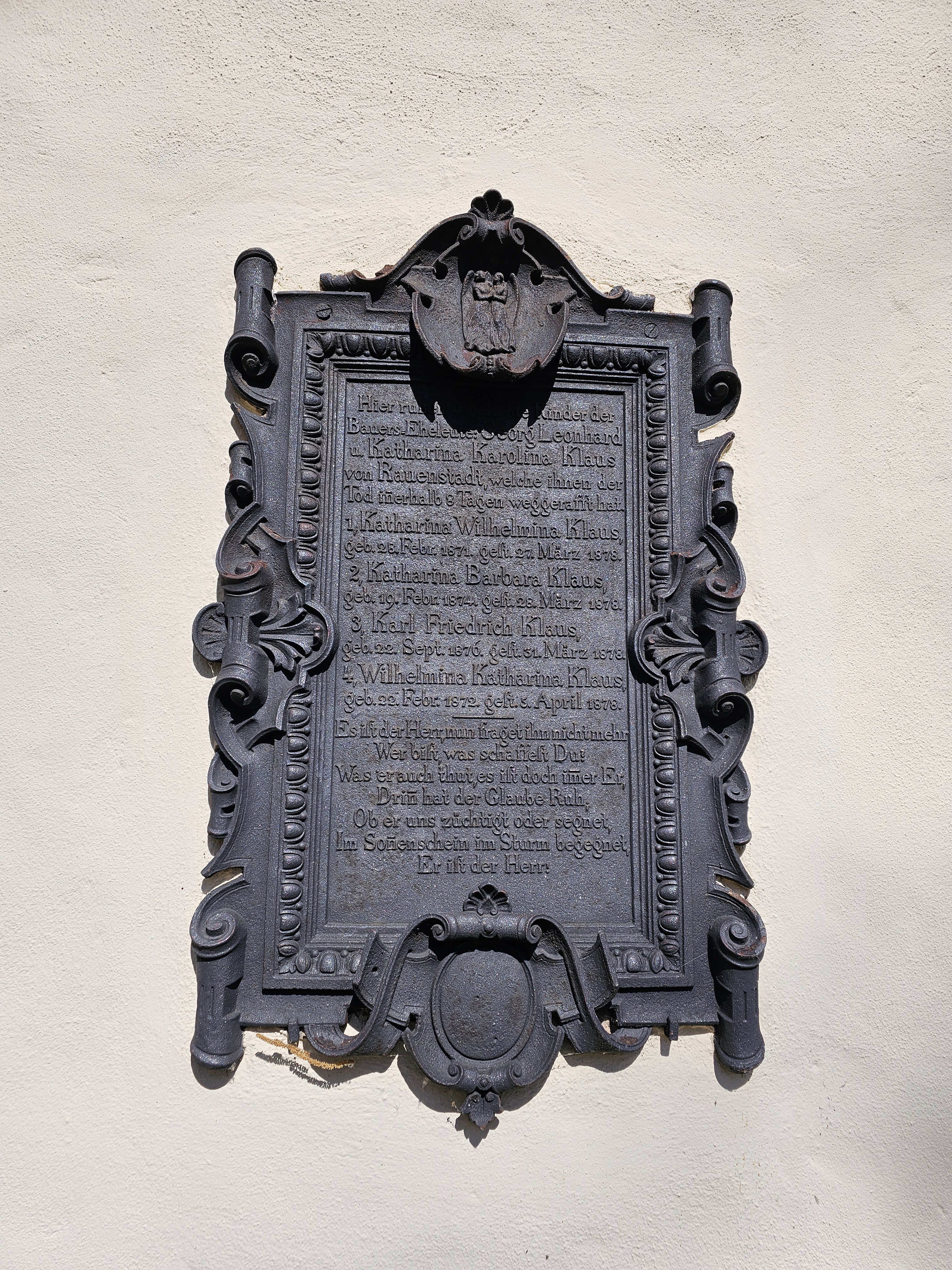
Epitaph der 4 Kinder der Familie Klaus an der Ulrichskirche

Neben dem Haupteingang der Kirche ist das Epitaph für die 4 Kinder der Familie Klaus angebracht, welche – innerhalb von 8 Tagen – im Jahr 1878 verstorben sind. 
Auf dem Epitaph ist zu lesen:
„Hier ruhen 4 geliebte Kinder der Bauers Eheleute Georg Leonhard u. Katharina Karolina Klaus von Rauenstadt, welche ihnen der Tod inerhalb 8 Tagen weggerafft hat. 1, Katharina Wilhelmina Klaus, geb. 28. Febr. 1871 gest 27. März 1878. 2, Katharina Barbara Klaus, geb. 19 Febr. 1874 gest. 28. März 1878 3, Karl Friedrich Klaus, geb. 22. Sept. 1876 gest. 31 März 1878, 4, Wilhelmina Katharina Klaus, geb. 22. Febr. 1872 gest. 2. April 1878. Es ist der Herr, nun fraget ihn nicht mehr Wer bist, was schaffest Du? Was er auch thut, es ist doch immer Er, Darinn hat der Glaube Ruh, Ob er uns züchtigt oder segnet, Im Sonnenschein im Sturm begegnet, Er ist der Herr!“